# Langeveldmolen
De Langeveldmolen is een watermolen in de Vlaams-Brabantse plaats Merchtem, gelegen aan Langevelde 6.
Deze watermolen op de Grote Molenbeek van het type bovenslagmolen fungeerde als korenmolen.

## Geschiedenis
Vermoedelijk in de 14 eeuw werd er een bovenslagmolen gebouwd. Het was een banmolen van de heren van Merchtem. In 1820 werd de molen aan een particulier verkocht. Van 1837-1842 werd de molen als papiermolen gebruikt, maar daarna werd hij weer uitsluitend als korenmolen benut. In 1840 werd een stoommachine geplaatst.
In 1904 werd het metalen bovenslagrad vervangen door een turbine. In 1914 werd het molenhuis in neotraditionele zin verbouwd. Vanaf de jaren 30 van de 20e eeuw werd er enkel nog elektrisch gemalen. In 1961 werd de turbine verwijderd.
Aan de watergevel is de zandstenen onderbouw nog aanwezig. In de molen is de maalinrichting en een haverpletter nog te vinden.
- Inventaris van het Bouwkundig Erfgoed (Vlaanderen): 40263